# AS Casale
'Associazione Sportiva Casale Calcio S.r.l.' este un club de fotbal italian cu sediul în Casale Monferrato, Piemont. Echipa își desfășoară meciurile de acasă pe Stadio Natale Palli cu o capacitate de 5.000 locuri.

## Lotul curent 2011-2012
| Nr. |        | Poziție | Jucător              |
| --- | ------ | ------- | -------------------- |
|     | Italia |         | Alessandro Pomat     |
|     | Italia |         | Christopher Okumador |
|     | Italia |         | Davide Adornato      |
|     | Italia |         | Daniele Granata      |
|     | Italia |         | Fabio Vignati        |
|     | Italia |         | Filippo Catenacci    |
|     | Italia |         | Gabriele Napoli      |
|     | Italia |         | Giovanni Iodice      |
|     | Italia |         | Michael Ciccomascolo |
|     | Italia |         | Natale Gonnella      |
|     | Italia |         | Pasquale Naglieri    |
|     | Italia |         | Tommaso Silvestri    |

| Nr. |        | Poziție | Jucător                |
| --- | ------ | ------- | ---------------------- |
|     | Italia |         | Alessandro Gambadori   |
|     | Italia |         | Amos Agnesina          |
|     | Italia |         | Gaetano Iannini        |
|     | Italia |         | Niccolò Garrone        |
|     | Italia |         | Nicholas Siega         |
|     | Cuba   |         | Reider Samon Rodriguez |
|     | Italia |         | Stefano Capellupo      |
|     | Italia |         | Riccardo Taddei        |
|     | Italia |         | Maurizio Peluso        |
|     | Italia |         | Alessio Curcio         |
|     | Italia |         | Lorenzo Crocetti       |
|     | Italia |         | Salvatore Lillo        |